# 션 리차드
숀 리차드 듈레이크(션 리차드, Sean Richard Dulake, 1984년 6월 9일 ~ )는 영국인 아버지와 한국인 어머니 사이에서 태어난 혼혈인 연기자 겸 연극연출가이다.

## 생애
2007년 대한민국에서 연극배우로 첫 데뷔하였고 이듬해 2008년 대한민국에서 뮤지컬배우 데뷔하였으며 2010년 SBS 대기획 드라마 제중원으로 알렌 역을 맡아 데뷔하였다. 최근 배우 이병헌과 사촌동생 관계인것으로 알려졌다.

## 학력
- 미국 보스턴 대학교 경영학·연기학 학사

## 출연 작품

### 영화
- 《인천상륙작전》 (2016년) ... 로우니 역
- 《아테나: 더 무비》 (2011년) ... 앤디 역

### 드라마
- MBC 《신들의 만찬》 (2012년) ... 다니엘 역
- SBS 《부탁해요 캡틴》 (2012년) ... 제임스 역
- SBS 《아테나: 전쟁의 여신》 (2010년) ... 앤디 역
- SBS 《제중원》 (2010년) ... 알렌 역
- 넷플릭스 《드라마월드》 (2016년) ...  박준 역
- 디즈니+ 《지배종》 (2024년) ...  키르 역 (특별출연)
- 넷플릭스 《중증외상센터》 (2025년) ...  월터 역

### 연극
- 《햄릿》 ... 햄릿 역(주연)
- 《에쿠우스》 ... 에쿠스 역(주연)
- 《파우스트》 ... 파우스트 역(주연)
- 《한여름 밤의 꿈》 ... 주연(오베론 역) 및 연출

### 뮤지컬
- 《사운드 오브 뮤직》 ... 트라프 대령 역(주연)